# Ethel Carrick
Ethel Carrick, posteriormente Ethel Carrick Fox (7 de febrero de 1872 - 17 de junio de 1952) fue una pintora impresionista y post-impresionista inglesa. Gran parte de su carrera la pasó en Francia y Australia, donde estuvo asociada con el movimiento conocido como Escuela de Heidelberg.

## Vida

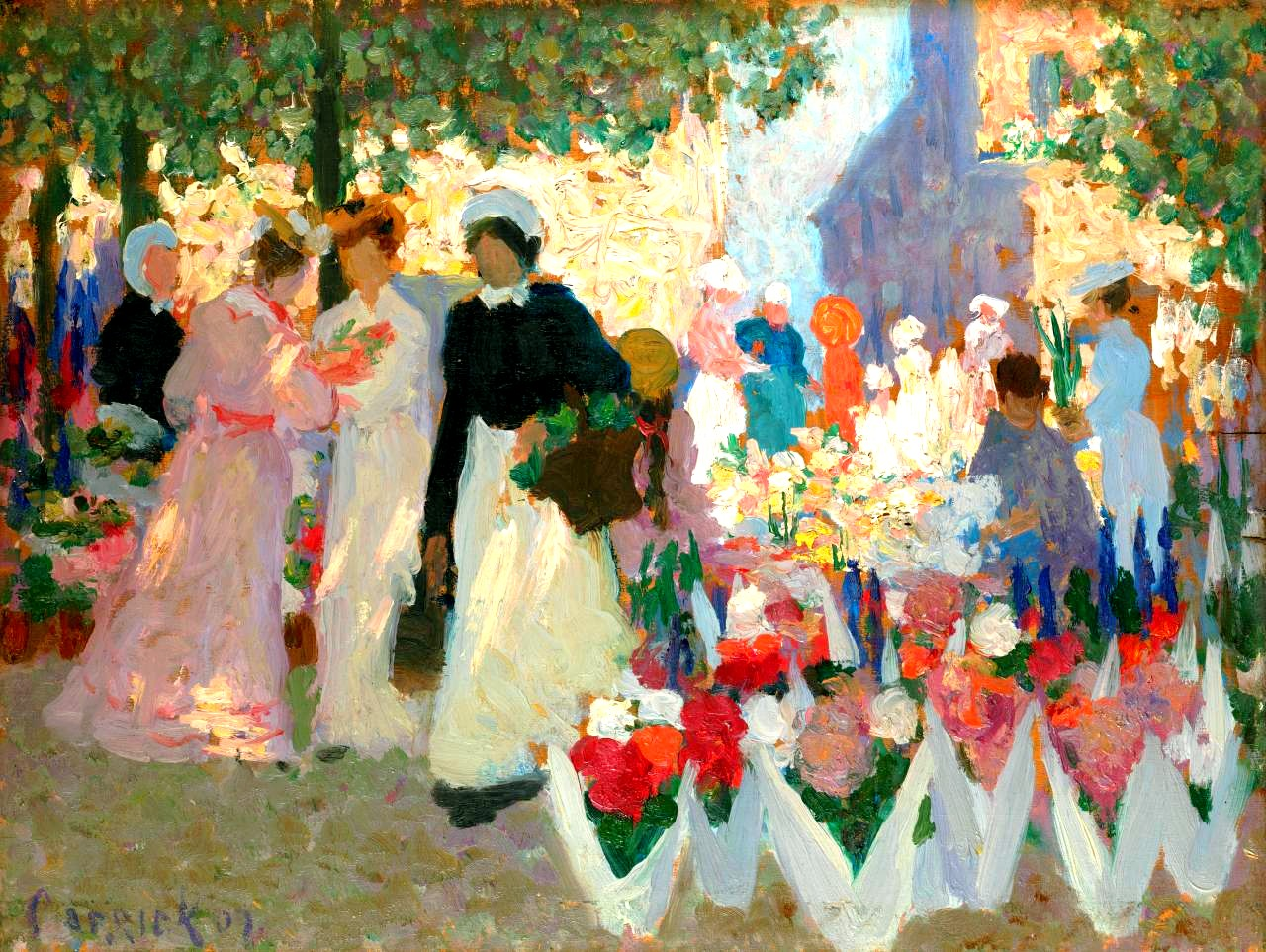
París. Mercado de flores. 1907. Galería Nacional de Victoria

Ethel Carrick nació el 7 de febrero de 1872 en Uxbridge, Middlesex, hija  de Emma (Filmer) Carrick y Albert William Carrick, un pañero bien establecido. Después de educarse en casa, se formó en Londres en la Guildhall School of Music y en la Slade School of Fine Art con el artista Henry Tonks (ca. 1898-1903). Se casó con el pintor impresionista australiano Emanuel Phillips Fox en 1905. Se trasladaron a París, donde permanecieron hasta 1913. Viajaron mucho por Europa, África del Norte y el Pacífico Sur (p. ej. Tahití) durante este período e hicieron viajes a Australia en 1908 y 1913.
El estallido de la Primera Guerra Mundial llevó a Carrick y su esposo a Melbourne, Australia, donde hicieron trabajos de organización para recaudar fondos de guerra para los artistas y para apoyar a la Cruz Roja Francesa.
Emanuel murió de cáncer en 1915, y al año siguiente, Carrick comenzó dos décadas de viajes que la llevaron a través del Medio Oriente, el sur de Asia, incluida la India y Europa.  
Ethel luchó por el reconocimiento y la colocación del arte de su marido en las principales galerías australianas y criticó la limitada inclusión de obras impresionistas en la Galería Nacional de Victoria.  
Regresaba intermitentemente a Australia para exponer su trabajo y realizar expediciones para pintar por todo el país. Sus obras son vivaces y coloridas: pintó escenas de mercados, parques y jardines de flores, escenas árabes y especialmente piezas florales.  En la década de 1920, la Académie de la Grande Chaumière de París la recomendó como profesora privada de pintura de naturaleza muerta, y contaba entre sus alumnos con varios australianos y estadounidenses residentes en París. 
Ethel Carrick Fox poseía una personalidad fuerte e independiente. Era anglicana, pero en la década de 1940 se unió a la Sociedad Teosófica de Sydney. 
Murió en un hospital de Melbourne el 17 de junio de 1952.

## Carrera artística y obra

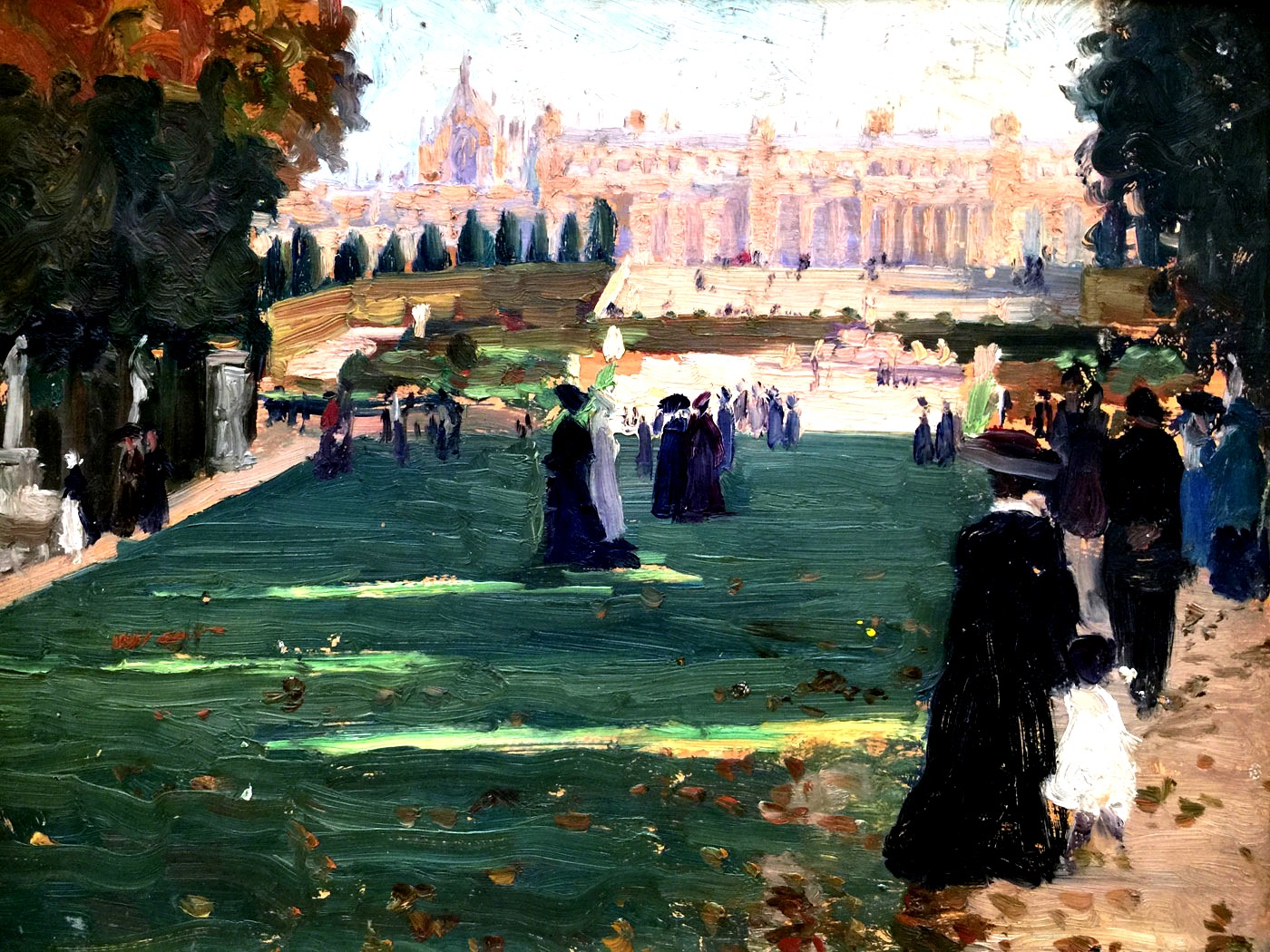
Sin título (Avenida Real, Versailles), c.1909. Galería de arte y museo histórico de Castlemaine

Principalmente pintora, Carrick es conocida por sus pinturas de flores, paisajes y escenas de la vida urbana al aire libre en parques y playas. Algunas de estas se basan en sus viajes internacionales, como sus pinturas de mercados al aire libre en Medio Oriente y otros lugares.  En la década de 1920, comenzó a pintar estudios de flores, que en general son más convencionales que su trabajo anterior. En la década de 1930, creó algunas litografías y durante la Segunda Guerra Mundial, que pasó en Australia, pintó algunas escenas de mujeres trabajadoras de guerra.
Carrick comenzó como pintora impresionista al aire libre, pero rápidamente pasó a un estilo más postimpresionista con composiciones más simples y contrastes de color más nítidos.  Algunas de las obras producidas alrededor de 1911-12 son claramente fauvistas en sus colores fuertes, alta abstracción y manejo flexible de la pintura. Sus lienzos de la vida urbana tienden a ser densos con la actividad humana y presentan manchas de colores vibrantes.
Carrick mostró su trabajo por primera vez en Londres en 1903. Expuso en París en el Salon d'Automne desde 1906 en adelante, en la London Royal Academy of Arts, la Société Nationale des Beaux-Arts (desde 1906 en adelante) y varias galerías en Melbourne y Sídney (desde 1908 en adelante). Además de sus propias exposiciones individuales y colectivas, participó en exposiciones duales con su esposo en el Melbourne Athenaeum en 1914 y nuevamente en 1944. En 1911, se convirtió en sociétaire del Salon d'Automne, y se desempeñó como miembro del jurado desde 1912 hasta alrededor de 1925, ambos cargos inusuales para las mujeres y marca de la alta estima que la tenía el mundo del arte de París. Antes de la Primera Guerra Mundial, también se desempeñó como vicepresidenta de la Unión Internacional de Mujeres Artistas. Al final de su carrera, en las décadas de 1940 y 1950, expuso con la Sociedad de Pintoras y Escultoras de Melbourne.
Durante su vida, la reputación de Carrick fue eclipsada por la de su esposo, en parte porque pasó gran parte de su tiempo promocionando su carrera en lugar de la suya propia, presionando a los coleccionistas y conservadores australianos para que compraran sus obras y organizando exposiciones tanto mientras él estaba vivo como póstumamente. En los últimos años, su reputación ha ido en aumento y los críticos consideran que su trabajo es más destacado que el de su esposo. En 1996, una de sus pinturas estableció un récord de subasta de 105.500 dólares australianos y al año siguiente se publicó una biografía, Ethel Carrick Fox: viajes y triunfos de una postimpresionista de la historiadora del arte Susanna de Vries.  En 1993, la Waverley City Gallery en Melbourne celebró la exposición "Capturando el Oriente: Hilda Rix Nicholas y Ethel Carrick en el este", y en 2011, la Queensland Art Gallery realizó una retrospectiva conjunta del trabajo de Carrick y su esposo.
Ethel Carrick Fox ha sido descrita como “colorida” y “atrevida”, tanto en su arte como en su vida. Una comparación inevitable con su marido, Emanuel Phillips Fox, ciertamente lo confirma, ya que ella pasó de una sensibilidad impresionista al estilo más colorido y lineal del postimpresionismo, como habría sido el sabor en París con artistas como Matisse y Derain, con a quien expuso. Sus pinturas de la vida cotidiana; Los estudios florales y las obras inspiradas en viajes están imbuidos de colores vibrantes, una fuerte composición y una preocupación por explorar la luz. Su inclusión en el Salón de Otoño (creado en 1903 como un alejamiento de lo académico y dando mayor notoriedad a movimientos como el fauvismo y el cubismo) de 1906, resalta aún más su tendencia de toda la vida a no ajustarse a las expectativas sociales de la época; centrándose en su carrera en lugar de la maternidad. Aunque la creciente aceptación de las artistas femeninas se confirma en la portada del catálogo del Salón de Otoño de 1908, que representa a una mujer pintando.

## Otras lecturas
- Howe, Elin. "Ethel Carrick Fox: ¿La tramposa o la tramposa?" . En Wallflowers and Witches: Women and Culture in Australia, 1910-1945, ed. Maryanne Dever. Santa Lucía: University of Queensland Press, 1994, págs. 105-14
- Pigot, John. "Les femmes orientalistes: Hilda Rix Nichols y Edith Carrick Fox en Oriente". Mujeres extrañas: Ensayos en arte y género, ed. Jeannette Hoorn. University of Melbourne Press, 1994, págs. 155–68
- Ethel Carrick Fox [archivo de artistas y arte australianos], State Library Victoria
- Documentos de Carter, cartas recibidas entre 1902 y 1960 (Biblioteca Estatal de Nueva Gales del Sur).
- L. P. Fox, E. Phillips Fox, Notas y recuerdos (Syd, 1969).
- C. B. Christesen (ed), La galería de Eastern Hill (Melb, 1970).

- Datos: Q5403087
- Multimedia: Ethel Carrick / Q5403087